# Коркия (гора)
Коркия (итал.  Corchia) — гора в итальянской области Тоскана.

## Описание
Вершина Апуанских Альп (1676 м), на водораздельном хребте между реками Версилия и Туррите-Секка, к западу от Пания-делла-Кроче. Она известна несколькими пещерами, расположенными в её самой высокой части, включая Антро-дель-Коркия — карстовую полость, которая открывается на высоте 1150 м над уровнем моря в триасовых известняках, на южной стороне горы. Три ответвления впадины имеют развитие 1800 м; тот, что справа, уходит вниз на 900 м несколькими скважинами и заканчивается небольшим озером. Левая ветвь, длиной 258 м, богата сталактитами. Пещеру также называют Гротта д'Эоло или Бука-делла-Вентайола из-за потока воздуха, который входит и выходит через вход в зависимости от изменения барометрического давления.